# سالافو
سالافو (به مجاری:  Szalafő) یک شهرداری در مجارستان است که در ناحیه کورمند واقع شده‌است. سالافو ۲۷٫۳۷ کیلومتر مربع مساحت دارد.